# Waste
Waste – debiutancki album studyjny polskiego rapera Mlodegoskiny’ego, wydany 6 grudnia 2019 r. przez LTE Boys Global.

## Tło
Po raz pierwszy projekt został zapowiedziany przez instastory, na którym pokazane było zdjęcie Kityńskiego z nowym tatuażem z napisem ''Waste''. Na ukazanym zdjęciu raper dodał też podpis ''płyta prawię skończona''. 10 października 2019 r. wraz z teledyskiem ukazał się pierwszy singel z albumu „Crystal Tears”, następnie, 17 października pojawia się drugi singel „992”, również wraz z teledyskiem. Pre-order albumu rozpoczął się 18 listopada. Płyta ukazuje się 9 grudnia 2019 r. w wersji fizycznej i cyfrowej. Wraz z płytą do sprzedaży trafia merch z ubraniami.

## Lista utworów
Opracowano na podstawie materiału źródłowego.
1. „Asylum (Intro)” – 1:10
2. „Szlam” – 1:47
3. „992” – 2:28
4. „Fear Factor” – 2:31
5. „4D” – 1:45
6. „0 0”  – 3:26
7. „Wasted” – 1:46
8. „Crystal Tears" – 2:03
9. „Sygnet” – 2:28